# Heinz Engelmann (Schauspieler)
Heinrich Georg Ludwig „Heinz“ Engelmann (* 14. Januar 1911 in Berlin; † 25. September 1996 in Tutzing) war ein deutscher Schauspieler und Synchronsprecher.

## Leben

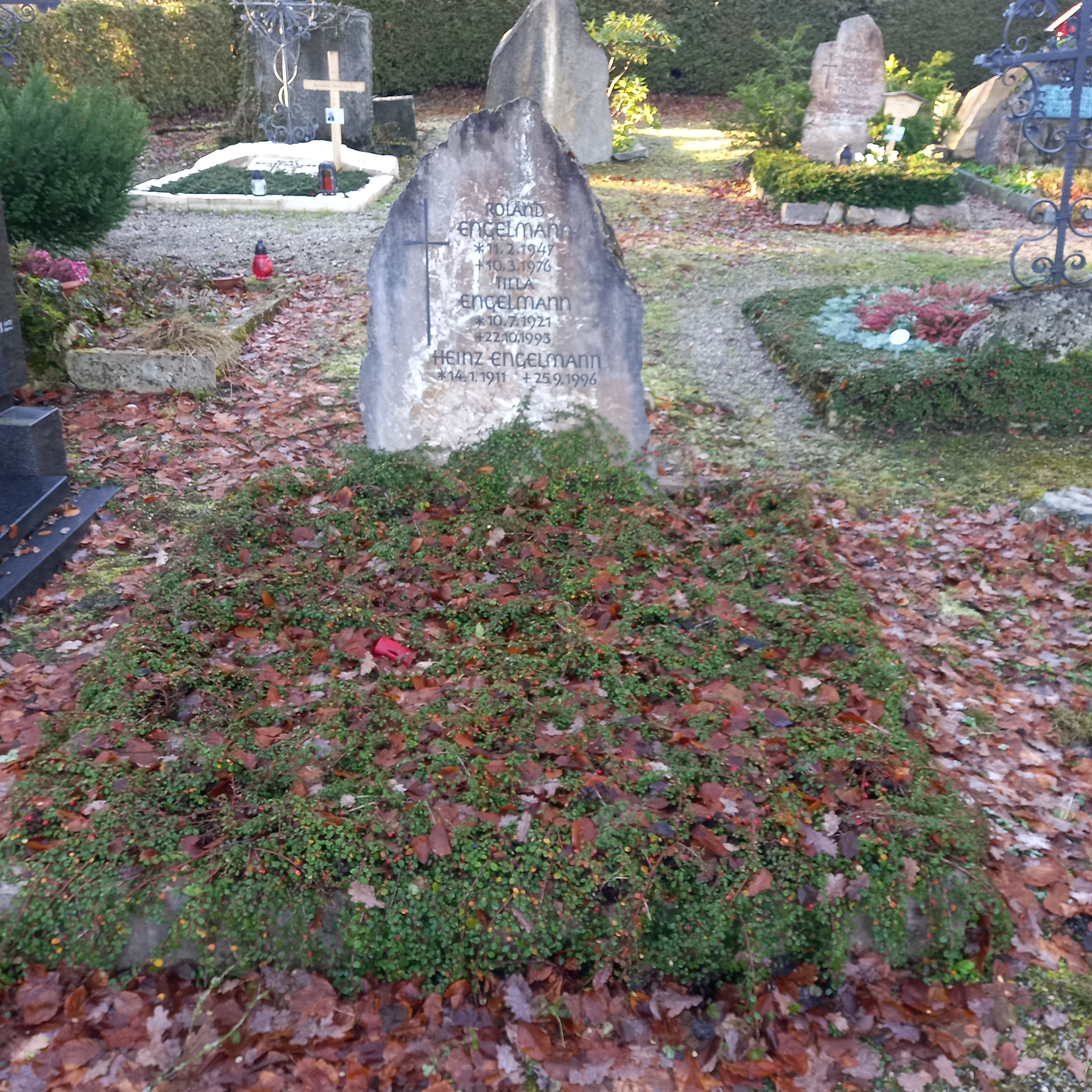
Das Grab von Heinz Engelmann auf dem Neuen Friedhof in Tutzing

Nach dem Abitur absolvierte er eine kaufmännische Lehre und arbeitete zunächst als Autoverkäufer. In den späten 1930er Jahren kam er zum Film. Während der Zeit des Nationalsozialismus wurde er als kantiges, blondes Mannsbild in Propaganda-Filmen mit Titeln wie Pour le Mérite (1938), Drei Unteroffiziere (1939) und U-Boote westwärts! (1941) eingesetzt. Ab 1941 war Engelmann tatsächlich Soldat und zuletzt Hauptmann der Luftwaffe, bevor er in US-Gefangenschaft geriet. 
Er besuchte die Schauspielschule Ackermann in Berlin und setzte 1946 seine Schauspielkarriere in Film und Theater fort. Von 1946 bis 1948 war er am Stadttheater Hildesheim engagiert. In den 1960er Jahren spielte er an mehreren Berliner Bühnen. Den Schwerpunkt seiner Arbeit bildete jedoch weiterhin der Film und immer mehr das Fernsehen. 
Besonders bekannt wurde Engelmann ab den 1950er Jahren als Kommissar in den erfolgreichen Fernsehserien Stahlnetz (Regie: Jürgen Roland, Drehbuch: Wolfgang Menge) und Das Kriminalmuseum. In den 1960er Jahren gehörte er zu den erfolgreichsten deutschen Seriendarstellern (u. a. Junger Herr auf altem Hof, Förster Horn, Vier Frauen im Haus).
Engelmann war zwischen 1951 und 1996 einer der meistbeschäftigten deutschen Synchronsprecher (seine letzte Rolle hatte er – laut „Synchro-Forum“ – 1996 als Sprecher für Law & Order). Er synchronisierte unter anderem John Wayne (u. a. in Alamo, Bis zum letzten Mann oder Die Unerschrockenen), William Holden (u. a. in Ashanti, Der letzte Befehl oder Sabrina), Stewart Granger (u. a. in Old Surehand und Unter Geiern), Randolph Scott (u. a. in Donnernde Hufe oder Sein Colt war schneller), Gregory Peck (u. a. Bravados oder Weites Land) und Gary Cooper (u. a. in Der Mann aus dem Westen oder Blutiger Süden). Als Synchronsprecher (u. a. Dr. med. Marcus Welby, Der Mann in den Bergen) und als Autor (Übersetzung von Dialog-Drehbüchern) arbeitete er auch fürs Fernsehen (Bonanza, Waltons).
Seinen vermutlich letzten TV-Auftritt hatte Heinz Engelmann am 1. November 1984 in der Jubiläumsshow der ARD Wer bin ich?. Er trat zusammen mit TV-Größen wie Rudi Carrell, Heidi Kabel, Hans-Joachim Kulenkampff, Jürgen Roland und dem Original-Team von Was bin ich?, also Marianne Koch, Annette von Aretin, Guido Baumann, Hans Sachs und Robert Lembke, auf.
Engelmanns erste Ehefrau war die Schauspielerin und Synchronsprecherin Gertrud Meyen. Heinz Engelmann starb am 25. September 1996 nach langer Krankheit an Herzversagen. Beigesetzt wurde er auf dem neuen Friedhof von Tutzing, Landkreis Starnberg in Bayern.

## Filmografie (Auswahl)
- 1938: Pour le mérite
- 1939: D III 88
- 1940: Mädchen im Vorzimmer
- 1940: Am Abend auf der Heide
- 1941: U-Boote westwärts!
- 1942: Das große Spiel
- 1948: Blockierte Signale
- 1949: Hafenmelodie
- 1949: Derby
- 1950: Seitensprünge im Schnee
- 1950: Grenzstation 58
- 1951: Die Frauen des Herrn S.
- 1951: Die Martinsklause
- 1952: Das Geheimnis vom Bergsee
- 1952: Die Spur führt nach Berlin
- 1954: Ännchen von Tharau
- 1954: Drei vom Varieté
- 1955: Der Schmied von St. Bartholomä
- 1955: Herr Puntila und sein Knecht Matti
- 1956: Der Jäger vom Roteck
- 1956: Heidemelodie
- 1956: Made in Germany
- 1957: Haie und kleine Fische
- 1958: U 47 – Kapitänleutnant Prien
- 1959: Stahlnetz: Aktenzeichen: Welcker u. a. wegen Mordes
- 1960: Der Satan lockt mit Liebe
- 1960: Stahlnetz: E ... 605
- 1960: Wenn die Heide blüht
- 1961: Stahlnetz: In der Nacht zum Dienstag ...
- 1962: Das Gasthaus an der Themse
- 1962: Stahlnetz: In jeder Stadt …
- 1962: Stahlnetz: Spur 211
- 1964: Das siebente Opfer
- 1964: Das Kriminalmuseum: Akte Dr. W.
- 1964: Die fünfte Kolonne: Der Gast
- 1964: Stahlnetz: Rehe
- 1965: 4 Schlüssel
- 1965: Die fünfte Kolonne: Libelle bitte kommen
- 1965: Gewagtes Spiel: Das Privatmuseum
- 1965: Das Kriminalmuseum: Die Mütze
- 1965: Sie schreiben mit: (Fernsehserie, Folge Pension zur schönen Aussicht)
- 1966: Ulrich und Ulrike (Fernsehserie)
- 1966: Die fünfte Kolonne: Die ägyptische Katze
- 1966: Förster Horn (Fernsehserie, 13 Folgen)
- 1966: Der schwarze Freitag (Dokumentarspiel zum Börsenkrach von 1929)
- 1967: Das Kriminalmuseum: Die Kiste
- 1967: Keine Leiche ohne Lily (Fernsehfilm)
- 1967: Die seltsamen Methoden des Franz Josef Wanninger: Diener gesucht
- 1967: Flucht über die Ostsee
- 1968: Stahlnetz: Ein Toter zuviel
- 1968: Anker auf und Leinen los! (Fernsehserie)
- 1968: Drei Frauen im Haus (Fernsehserie)
- 1969: Vier Frauen im Haus (Fernsehserie)
- 1969: Junger Herr auf altem Hof (Fernsehserie)
- 1969: More – mehr – immer mehr (More)
- 1970: Peenemünde
- 1975: Bitte keine Polizei: Der Kunstraub